# السياحة الذرية

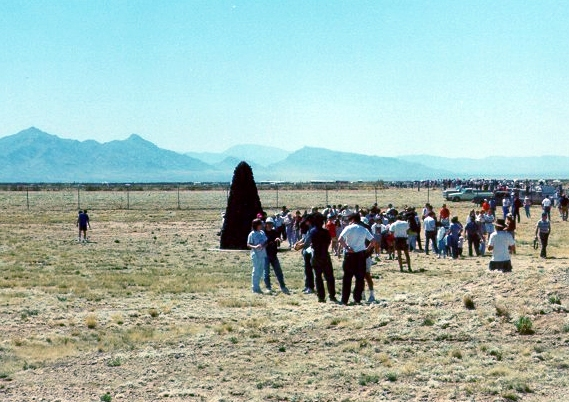
السياح في الأرض صفر

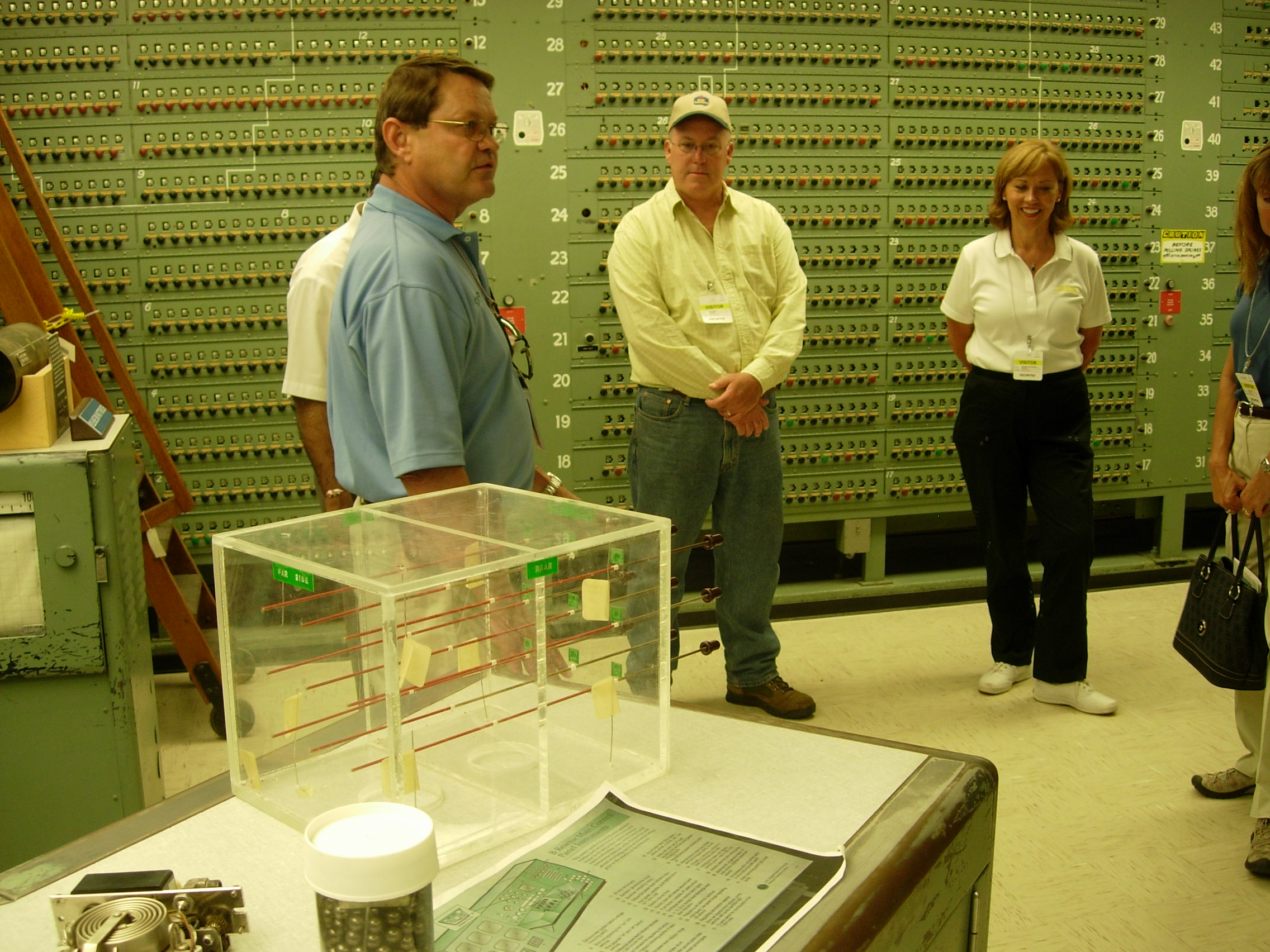
جولة المدن الثلاثية ومكتب الزوار في موقع هانفورد

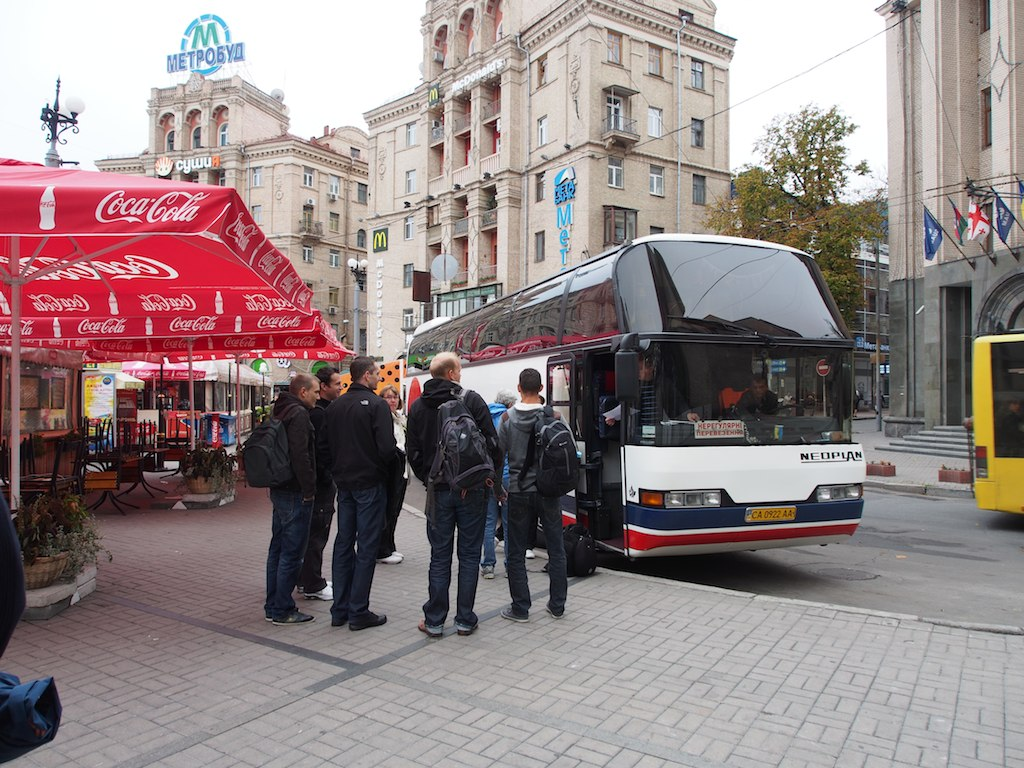
ركوب الحافلة إلى تشيرنوبيل

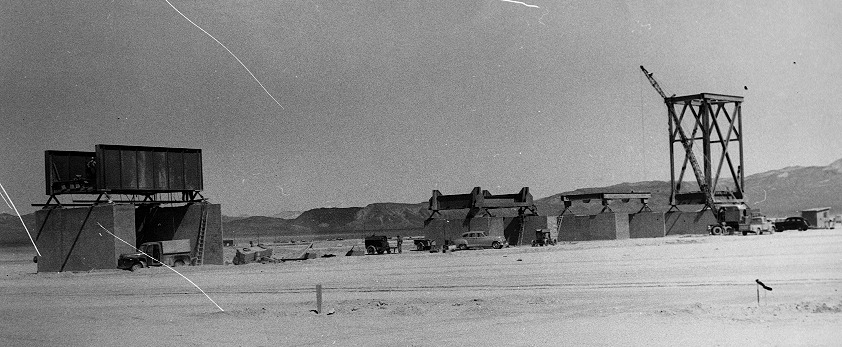
موقع اختبار نيفادا

السياحة الذرية نوع جديد نسبياً من السياحة يتعلم فيه الزوار عن العصر الذري عن طريق السفر إلى مواقع مهمة في التاريخ الذري مثل متاحف تحتوي على أسلحة ذرية أو مركبات حملت أسلحة ذرية أو مواقع تم فيها تفجير أسلحة ذرية.

## نبذة
في الولايات المتحدة أجرى مركز تفسير استخدام الأراضي جولات في موقع اختبار نيفادا وموقع ترينيتي وموقع هانفورد ومواقع العصر الذري التاريخية الأخرى لاستكشاف الأهمية الثقافية لمناطق الحرب الباردة النووية.
يصف كتاب «نغفل: استكشاف الحدود الداخلية لأمريكا» الغرض من هذه السياحة بأنها «نوافذ في النفس الأمريكية وهي معالم تجسد الغموض الغني للتاريخ الثقافي للأمة.» تم اقتراح السياحة من قبل المصور الأمريكي ريتشارد ميسراش والكاتب ميريام ويسانغ في عام 1990.
هذه الظاهرة ليست حصرية لأمريكا الشمالية.أصبح نصب هيروشيما التذكاري للسلام الذي نجا من تدمير هيروشيما أحد مواقع التراث العالمي لليونسكو في وسط متنزه هيروشيما التذكاري للسلام.
خلال فترة في أوائل العصر الذري عندما كان يُنظر إلى الانشطار كعلامة على التقدم والحداثة أطلقت مدينة لاس فيجاس وغرفة التجارة التابعة لها اسم لاس فيجاس على أنها «مدينة ذرية» في منتصف الأربعينيات وأوائل الخمسينيات في محاولة لجذب السياح حيث حدث ما يسمى «حفلات مشاهدة القنابل» على قمم التلال الصحراوية وعقدت الكازينوهات مسابقات ملكة جمال الذرية أثناء تقديم الكوكتيلات الذرية.